# Elisabeth Hower
Elisabeth Hower (ur. 28 października 1982) – amerykańska aktorka.

## Filmografia[1]
- Bloodhounds (2006) jako Randi Fiori
- New York Lately (2009) jako Lelia Ray
- I Just Want My Pants Back (2011-2012) jako Stacey
- W garniturach (Suits, serial, 2011–2019) jako Tess
- Główka pracuje (2013) jako Eve Hansen
- Angel's Perch (2013) jako Sarah
- Auld Lang Syne (2016) jako Jodie
- Fallen Stars (2017) jako Young Executive
- Escape Room (2017) jako Christen
- Bitsy Gets a Job (2018) jako Bitsy